# Arigna
Árigna (irlandés: An Airnigh) es un pueblo en el condado de Roscommon, Irlanda. El pueblo se encuentra cerca de Lough Allen, en una ruta designada panorámica entre Keadue y Sliabh an Iarainn, que significa "Montaña de hierro". Arigna tuvo una estación ferroviaria que operó desde el 2 de mayo de 1888 hasta que finalmente cerró el 1 de abril de 1959. Esta formaba parte de la estrecha vía férrea conocida por Cavan and Leitrim.

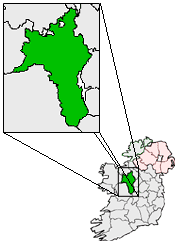
Condado de Roscommon donde ubica Arigna.

## Economía
Hace más de dos décadas Arigna tuvo una mina de carbón que empleaba a más de cuatrocientas personas. Arigna cuenta con un pequeño museo que guarda artefactos de aquella experiencia minera. Los visitantes tienen la oportunidad de bajar al área donde ubicaba la mina y experimentar las difíciles condiciones en las que trabajaba la gente del pueblo.